# Neoceratodus
Ceratodontiformes, Neoceratodontidae
Ordre
Famille
Genre
Neoceratodus, seul représentant de la famille des Neoceratodontidae et de l'ordre des Ceratodontiformes, est un genre de poissons à nageoires charnues.
Les espèces de ce genre, localisées dans les eaux douces des régions tropicales, ont une vie aquatique permanente et utilisent la respiration branchiale de manière prépondérante, la respiration aérienne grâce à leur poumon étant accessoire.

## Classification
- ordre des Ceratodontiformes
  - famille des Ceratodontidae
    - genre Neoceratodus Castelnau, 1876
      - espèce Neoceratodus forsteri (Krefft, 1870) —  Dipneuste australien
      - espèce Neoceratodus africanus Haug 1905 † (Afrique)
      - espèce Neoceratodus tuberculatus Tabaste 1870 † (Afrique)

Selon Paleobiology Database :

Ceratodontiformes Berg, 1940
- Ceratodontoidei Vorobyeva et Obruchev, 1964
  - †Asiatoceratodontidae Vorobyeva, 1967
    - †Archaeoceratodus Kemp, 1997
      - †Archaeoceratodus avus Woodward, 1906
      - †Archaeoceratodus djelleh Kemp, 1982
      - †Archaeoceratodus rowleyi Kemp, 1997
      - †Archaeoceratodus theganus Kemp, 1997

  - Neoceratodontidae Miles, 1977
    - †Asiatoceratodus Vorobyeva, 1967
      - †Asiatoceratodus sharovi Vorobyeva, 1967

    - †Mioceratodus Kemp, 1992
      - †Mioceratodus anemosyrus Kemp, 1992
      - †Mioceratodus diaphorus Kemp, 1997
      - †Mioceratodus gregoryi White, 1925
      - †Mioceratodus poastrus Kemp, 1997

    - Neoceratodus Castelnau, 1876
      - †Neoceratodus africanus Haug, 1905
      - †Neoceratodus eyrensis White, 1925
      - Neoceratodus forsteri Krefft, 1870
      - †Neoceratodus gregoryi White, 1925
      - †Neoceratodus nargun Kemp, 1983
      - †Neoceratodus palmeri Krefft, 1874
      - †Neoceratodus tuberculatus Tabaste, 1963
- Lepidosirenoidei
  - Lepidosirenidae Stirton, 1953
    - Lepidosiren Fitzinger, 1837
      - †Lepidosiren megalos Silva Santos, 1987
      - Lepidosiren paradoxa Fitzinger, 1837 —  Dipneuste sud-américain

    - Protopterus Agassiz, 1843 —  Dipneustes africains
      - Protopterus aethiopicus Stromer, 1910
      - Protopterus annectens Stromer, 1910
      - †Protopterus crassidens Churcher et De Iuliis, 2001
      - †Protopterus libycus Stromer, 191
      - †Protopterus protopteroides Tabaste, 1962
      - †Protopterus regulatus Schaal, 1984

  - Protopteridae
- †Potamoceratodus Pardo et al., 2010